# The Rowdy Girls
Pour plus de détails, voir Fiche technique et Distribution.
The Rowdy Girls est un western érotique américain sorti en 2000, réalisé par Steven Nevius.

## Synopsis
À La Nouvelle-Orléans, en 1886, la prostituée Velvet trompe son amant et lui rafle le produit de son butin : un sac plein de dollars. Elle s'enfuit de son bordel déguisée en religieuse. Durant le voyage en fourgon, elle fait la connaissance de Sarah, qui a refusé d'épouser un homme qu'elle n'aimait pas et qui rêve de se rendre à San Francisco.
Le fourgon est pris en embuscade par des bandits, dirigés par Billy et son amante Mick, habile au fouet. Après avoir tué le shérif qui voulait les contrôler, les bandits s'enfuient avec Velvet et Sarah. L'adjoint du shérif, Joe, frère du shérif tué, les suit à distance, et intervient au moment où Velvet va être violée par un bandit. Il la sauve et s'enfuit avec elle tandis que Sarah est sauvée du viol par Billy, qui tombe amoureux d'elle, malgré la fureur de Mick.
Joe découvre que Velvet n'est pas religieuse et couche avec elle. Ils se rendent dans un saloon, où Billy et deux de ses compagnons arrivent à leur tour, avec Sarah et Mick, liée et bâillonnée. Cette dernière parvient à se libérer et enlève Sarah, à nouveau sauvée par Billy. De retour au saloon, Billy et Sarah sont confrontés à Joe et Velvet : s'ensuit une fusillade, au cours de laquelle Joe et Billy sont blessés. Sarah pointe un revolver sur Velvet, qui la persuade de ne pas presser sur la détente.
Velvet et Joe s'en vont et sont suivis par Sarah et Billy. Des notices informent du futur des divers protagonistes : Billy et Sarah se marieront et auront 14 enfants, Billy deviendra médecin et Velvet deviendra créatrice de lingerie à San Francisco.

## Fiche technique
- Titre : The Rowdy Girls
- Genre : film érotique, western
- Réalisation : Steven Nevius
- Scénario : India Allen, Khara Bromiley
- Musique : Richard Ziegler
- Production : India Allen, Michael Herz, Lloyd Kaufman, Shannon Tweed, Sarah Wauters pour Girl Next Door Productions, Troma Entertainment
- Photographie : Cynthia Pusheck
- Montage : Carrie Elizabeth Foresman
- Durée : 90 min
- Costumes : Rebecca Manos
- Pays de production :  États-Unis
- Langue originale : anglais
- Date de sortie : 
  - États-Unis : 25 avril 2000[1]

## Distribution
- Shannon Tweed : Velvet McKenzie
- Deanna Brooks (en) : Sarah Foster
- Julie Strain : Mick
- Daniel Murray : Billy Poke
- Richie Varga : shérif adjoint Joe Pepper
- Todd Eckert : shérif Sam Pepper

## Bande-son
La bande-son du film comprend :
1. The Rowdy Girls Theme (Monster Truck)
2. Mick's Theme (Monster Truck)
3. Sarah's Theme (Monster Truck)
4. Velvet's Theme (Monster Truck)
5. Into the Sunset (Monster Truck)
6. Keep Me Up (Monster Truck)
7. Beach Girl (Monster Truck)